# Kynast
Kynast was een Duits bedrijf dat aanvankelijk fietsen maakte, en later eenvoudige, robuuste maar goedkope bromfietsen maakte. Het werd opgericht door Otto Kynast in Quakenbrück. De firma maakte minstens één prototype stadsauto met elektrische aandrijving.